# أليكس كولين
أليكس كولين هو سياسي كندي، ولد في 18 فبراير 1951 في مونتريال في كندا. حزبياً، نشط في الحزب الديمقراطي الجديد. وقد انتخب عضو برلمان مقاطعة أونتاريو وانتخب Ottawa City Council ‏.

## وصلات خارجية
- الموقع الرسمي